# Association française du corps arbitral multisports
 (septembre 2023).
Créée en 1985, l’Association Française du Corps Arbitral Multisports (AFCAM) a pour objet de réunir au sein d’une seule association les arbitres et les juges sportifs de toutes les disciplines.
Elle a pour principales mission le rassemblement et la représentation du corps arbitral français.
Elle participe également aux différents travaux en matière de prévention, de sensibilisation et de lutte contre les intimidations, les menaces et les violences physiques et morales envers les juges et arbitres sportifs.
Elle met en outre en place des actions de formation et de sensibilisation auprès des acteurs du monde du sport.
Depuis 1987, elle est la seule organisation capable d'indiquer le nombre de juges et d'arbitres sportifs officiant en France, toutes disciplines confondues.

## Histoire

### Création de l'association (1985-1986)
Fondée le 19 octobre 1985 au Parc des Princes, l’AFCAM a été créée à l’initiative de Michel Dailly, alors président de l’Union nationale des arbitres de football (UNAF), afin de promouvoir l’image des arbitres et juge sportifs et d’offrir une représentation unifiée du corps arbitral devant le ministère des Sports, le Comité olympique (CNOSF) et les pouvoirs publics.
Partant de l’idée simple qu’à plusieurs (disciplines) on est plus fort que tout seul (le football), Michel Dailly convainc douze fédérations de se joindre à lui : le base-ball, le basket-ball, la boxe française, l'escrime, les sports de glace (hockey sur glace), le football, la lutte, le rugby à XIII, le tennis de table, le tir, le volley-ball et le water-polo.
La première mission qu'ils se fixent est de porter devant le Ministre des Sports Alain Calmat une loi qui puisse protéger les arbitres et juges sportifs. L'association est alors reçue la même année par le Groupe Parlementaire chargé du sport à l’Assemblée nationale, puis le 5 décembre 1985 par le Groupe sport du Sénat afin de participer à un nouveau projet de loi sur le sport.
Le 7 janvier 1986, l’association est officiellement déclarée à la préfecture de Paris.
Le 10 janvier 1986, Nelson Paillou, président du CNOSF, reçoit et apporte tout de suite son soutien à l'association.
Le 27 février de la même année, le ministre des Sport Alain Calmat reçoit une délégation pour la reconnaissance du corps arbitral.

### Les premières actions (1987-1997)
L’année 1987 marque une reconnaissance nationale et publique de l’association. Un colloque est organisé par l'Association française pour un sport sans violence et pour le fair-play sur le thème de : « Vive l’arbitre: sans l’arbitre pas de sport ! ». Puis le 9 avril 1987, le Comité national olympique et sportif français reconnaît et accueille le siège de l’AFCAM.
Nelson Paillou, alors président du CNOSF, accepte quant à lui la présidence d’honneur de l'association.
En 1992, l’AFCAM participe à la rédaction de la proposition de loi intégrant les arbitres de haut niveau et participant à la reconnaissance de la fonction d’arbitre. En effet, les arbitres et jugent sportifs n'avaient pas d'autre existence juridique que celle de licenciés d'une fédération, tout en n'étant ni athlète, ni dirigeants. Cela aboutit alors à la promulgation de la loi du 13 juillet 1992 dite « loi Frédérique Bredin », puis au décret d’application du 31 août 1993. Ce dernier stipule que l’AFCAM siégera à titre consultatif à la Commission nationale du sport de haut niveau.
En 1994, l’AFCAM se dote de son périodique : Flash. La même année, Michèle Alliot-Marie, Ministre des Sports, signe un décret accordant l’agrément ministériel à l’AFCAM.
Puis le 6 octobre 1994 est éditée la première liste des juges et arbitres de haut niveau. Ce fût une victoire de l'AFCAM qui souhaitait une liste équivalente à celle des athlètes de haut niveau. Une liste comportant 452 arbitres pour 52 disciplines, remplissant tous les critères correspondant au haut niveau, a donc été proposé à la Commission nationale du sport de haut niveau et publiée le 2 janvier 1995.
Le 27 octobre 1995, l'AFCAM voit un autre de ses objectifs atteint avec le décret comportant les nouveaux statuts type des fédérations. Ces statuts mentionnent la représentation des arbitres au sein des comités directeurs des fédérations. Cependant, la loi du 6 juillet 2000 dite « loi Buffet » fera repartir le corps arbitral en arrière. Il faudra attendre 2022 avec la « loi Sport », pour restaurer cette représentation.
Par ailleurs, l'AFCAM décide de créer les trophées de l'arbitrage français, afin de récompenser un arbitre de chaque discipline membre de l'association. De même, dans le cadre des trophées qu’elle remet tous les ans aux meilleurs sportifs français, le Sénat décide que la médaille d’or du Sénat sera également remise aux meilleurs arbitres.

### Décentralisation et féminisation (1998-2002)
En 1998, lors de son assemblée générale, l’AFCAM poursuit son travail de reconnaissance et de développement sur le plan national du corps arbitral et donne son agrément à la section régionale d’Aquitaine et à la section départementale de la Gironde. Par la suite, la section Île de France sera créée, puis les sections Normandie, Auvergne-Rhône-Alpes et La Réunion suivront le mouvement.
C'est également durant l'Assemblée Générale de l'association que sont créées les médailles de l'AFCAM.
À la suite de colloques sur l'arbitrage au féminin en 2000 et 2001, c'est en 2002 que le bureau de l'association accueille une première femme, Sylvie Borrotti, arbitre internationale de handball. Celle-ci organisera un nouveau colloque le 12 avril 2002 sur ce même thème. Il y sera alors décidé que chaque fédération membre de l'AFCAM devra lui indiquer le nom d'une représentante féminine de l'arbitrage.
Le 8 mars 2018, à l'initiative de l'AFCAM, le SOUK et des membres du projet européen ONSIDE (2018-2020), est créée l'International Federation for Sports Officials,,. Patrick Vajda et Charlotte Girard-Fabre, respectivement président et secrétaire de l'AFCAM, sont élus à ces mêmes postes au sein de cette nouvelle structure. Cette création a permis aux deux fédérations de collaborer dans plusieurs projets Erasmus+ : le projet WINS (2021-2023) , et le projet Motiv'Action (2022-2024).

### Statut fiscal et social de l'arbitre
En 2006, après plusieurs années de réunions avec le ministère des Sports, l'AFCAM voit à nouveau l'un de ses objectifs atteint concernant le statut fiscal et social de l'arbitre. Dès 1995, ce sujet est exposé car il constitue un réel frein pour le maintien des effectifs et l’augmentation des vocations, selon l'AFCAM. C'est pourquoi l'association demande en 2002 essentiellement l'exonération fiscale des arbitres de la base avec un seuil non imposable de 4 500 euros par an. Une loi sera ainsi votée en faveur de l'association le 23 octobre 2006 : la « loi Lamour »,. Cette loi protégera également les arbitres et juges sportifs en les considérant comme « chargés d’une mission de service public ». Ainsi, la France devient le premier pays au monde à donner une qualification officielle à la fonction, avec un fort impact notamment dans le domaine du pénal, puisque agresser un arbitre ou juge sportif ouvre alors à des peines pénales aggravées.
Le 2 mars 2022 marque une autre étape importante dans l'organisation du corps arbitral français avec la « loi Sport » dont deux articles sont consacrés aux arbitres et juges sportifs. Le premier étant sur la représentation du corps arbitral dans le comité directeurs des fédérations, avec l'élection d'un représentant élu par ses pairs. Le second permet aux arbitres et juges de haut niveau d'accéder à des avantages réservés jusque-là aux athlètes de haut niveau.
Toutefois, la définition de l'arbitre de haut niveau établit en 1994 apparaît dépassée en 2022. Un groupe de travail est donc mis en place depuis 2022 entre le ministère des Sports et des Jeux olympiques et paralympiques, l'Agence nationale du sport et l'AFCAM afin de créer de nouvelles normes plus en adéquation avec la réalité d'un monde arbitral en pleine évolution.

## Présidents
1. Michel Dailly (football) : 1985 – 2011
2. Patrick Vajda (escrime) : 2011 - 2024
3. Charlotte Girard-Fabre (hockey sur glace) : 2024 -

## Identité visuelle

Logo de l'AFCAM jusqu'en 2011
Logo de l'AFCAM depuis 2012

## Récompenses
Depuis 1987 et 1991 respectivement, l'association décerne médailles et trophées chaque année aux arbitres et juges sportifs des différentes disciplines lors de son Assemblée Générales.
- Médailles AFCAM : récompense décernée à tous ceux qui aident l'association de manière significative
- Trophée AFCAM[26],[27],[28] : récompense décernée au meilleur arbitre élite et au meilleur arbitre espoir de la saison dans chaque discipline et désignés par le corps arbitral de chacune d'entre-elles.
- Trophée Edouard Eskénazi : récompense décernée à celles et ceux qui, sans être arbitre ou juge, ont fait progresser la fonction et la reconnaissance de la fonction, créé en hommage à Edouard Eskenazi qui fût secrétaire général de l'AFCAM et mort en 2012[29].

## Disciplines membres
Les disciplines sportives ont rejoint au fur et à mesure l'association :
- 12 disciplines en 1985
- 23 disciplines en 1987
- 25 disciplines en 1988
- 29 disciplines en 1989
- 35 disciplines en 1992
- 52 disciplines en 1995.

### Fédérations olympiques
- Fédération française d'athlétisme ;
- Fédération française d'aviron ;
- Fédération française de badminton ;
- Fédération française de baseball et softball ;
- Fédération française de basket-ball ;
- Fédération française de boxe ;
- Fédération française de canoë-kayak ;
- Fédération française de cyclisme ;
- Fédération française d'équitation ;
- Fédération française d'escrime ;
- Fédération française de football ;
- Fédération française de golf ;
- Fédération française de gymnastique ;
- Fédération française d'haltérophilie - musculation ;
- Fédération française de handball ;
- Fédération française de hockey sur gazon ;
- Fédération française de hockey sur glace ;
- Fédération française de judo ;
- Fédération française de karaté ;
- Fédération française de lutte (Grappling et Sambo inclus ;
- Fédération française de la montagne et de l'escalade ;
- Fédération française de natation[30] ;
- Fédération française de roller et skateboard ;
- Fédération française de rugby à XV ;
- Fédération française de ski ;
- Fédération française des sports de glace ;
- Fédération française de surf ;
- Fédération française de taekwondo ;
- Fédération française de tennis ;
- Fédération française de tennis de table ;
- Fédération française de tir ;
- Fédération française de tir à l'arc ;
- Fédération française de triathlon ;
- Fédération française de voile ;
- Fédération française de volley ;
- Fédération française handisport.

### Fédérations sportives nationales
- Fédération française de ball-trap ;
- France Cricket ;
- Fédération française de billard ;
- Fédération française de bowling et de sports de quilles ;
- Fédération française des échecs ;
- Fédération française d'études et de sports sous-marins ;
- Fédération française de football américain ;
- Fédération française de force ;
- Fédération française du jeu de balle au tambourin ;
- Fédération française de longue paume ;
- Fédération française de motocyclisme ;
- Fédération française de parachutisme ;
- Fédération française de pelote basque ;
- Fédération française de pétanque et de jeu provençal ;
- Fédération française de rugby à XIII ;
- Fédération française de sauvetage et de secourisme ;
- Fédération française de savate boxe française ;
- Fédération française de ski nautique et de wakeboard ;
- Fédération française du sport automobile ;
- Fédération française du sport-boules ;
- Fédération française des sports de traineau ;
- Fédération française de squash ;
- Fédération française sportive de twirling bâton ;
- Fédération française de vol libre ;
- Fédération française de paintball.

### Fédérations scolaires ou universitaires
- Union nationale du sport scolaire ;
- Union sportive de l'enseignement du premier degré ;
- Fédération française du sport universitaire ;
- Union générale sportive de l'enseignement libre.